# Aloha (film)
Az Aloha 2015-ben bemutatott amerikai romantikus-filmvígjáték, amelynek forgatókönyvírója és rendezője Cameron Crowe, producerei Crowe és Scott Rudin. A főszerepekben Bradley Cooper, Emma Stone, Rachel McAdams, Bill Murray és John Krasinski láthatók. A film zeneszerzője a Jónsi & Alex, gyártója a RatPac Entertainment, a Regency Enterprises, a Scott Rudin Productions és a Vinyl Films, forgalmazója a 20th Century Fox.
Amerikai Egyesült Államokban 2015. május 29-én mutatták be a mozikban.
A történetben az amerikai légierő egykori tisztje Hawaiira utazik, ahol felügyelnie kell egy katonai műhold felbocsátását. Az őslakosok ellenzik a tervet.

## Cselekmény
Az amerikai légierő egykori tisztje, Brian Gilcrest, aki jelenleg katonai védelmi tanácsadó és vállalkozó, Honoluluba utazik, a Hawaii szigetekre, hogy felügyelje egy műhold indítását. Korábban, katonaként már szolgált ezen a helyszínen, az őslakosok között több barátja is van. Valószínűleg ezek miatt kapta meg a munkát.
Az indítást egy magánszemély, a milliárdos Carson Welch rendelte meg.
A szigetre érkezve Brian találkozik régi barátnőjével, Tracy Woodside-dal, és megismerkedik Allison Ng kapitánnyal, az amerikai légierő által a projekthez kirendelt összekötő tiszttel.
Gilcrest feladatai közé tartozik, hogy megszerezze az őslakos közösség jóváhagyását, akik a hagyományaik miatt ellenzik a tervet, a Gilcrest által is felajánlott anyagi ellenszolgáltatás pedig nem érdekli őket.
A dolgok bonyolódnak, amikor Gilcrest rájön, hogy az új műhold indítása mögött egy olyan kísérlet rejlik, amely a világűrszerződés által nem engedélyezett fegyverrendszerek űrbe juttatását jelenti.
Gilcrest dilemmába kerül, hogy végrehajtsa-e a megbízatását, vagy ő is hagyja veszni a pénzét és az őslakosok érdekei mellé álljon?

## Szereplők
| Szereplő | Színész               | Magyar hang        |
| --- | --------------------- | ------------------ |
| Brian Gilcrest, vállalkozó | Bradley Cooper        | Rajkai Zoltán      |
| Allison Ng, az amerikai légierő pilótája | Emma Stone            | Bogdányi Titanilla |
| Tracy Woodside, Brian volt barátnője | Rachel McAdams        | Major Melinda      |
| Carson Welch | Bill Murray           | Kőszegi Ákos       |
| John 'Woody' Woodside, Tracy férje | John Krasinski        | Makranczi Zalán    |
| Ujjas' Lacy ezredes | Danny McBride         | Galambos Péter     |
| Dixon tábornok | Alec Baldwin          | Forgács Péter      |
| Bob Largent | Bill Camp             | Háda János         |
| Roy | Michael Chernus       | Kapácsy Miklós     |
| Grace | Danielle Rose Russell | Pekár Adrienn      |
| Mitchell | Jaeden Lieberher      | Pál Dániel Máté    |
| Carson életrajzírója | Ivana Miličević       | Tarr Judit         |
| Önmaga | Bumpy Kanahele        | Törköly Levente    |
| További magyar hangok |                       |                    |
| Bárány Virág, Bor László, Czifra Krisztina, Fehér Péter, Fehérváry Márton, Gyurin Zsolt, Joó Gábor, Kis-Kovács Luca, Kocsis Mariann, Láng Balázs, Lipcsey Colini Borbála, Mohácsi Nóra, Németh Attila István, Papucsek Vilmos, Sörös Miklós, Téglás Judit, Törtei Tünde |                       |                    |

## Fordítás
- Ez a szócikk részben vagy egészben  a   Sotto il cielo delle Hawaii (film 2015) című olasz Wikipédia-szócikk fordításán alapul.  Az eredeti cikk szerkesztőit annak laptörténete sorolja fel. Ez a jelzés csupán a megfogalmazás eredetét és a szerzői jogokat jelzi, nem szolgál a cikkben szereplő információk forrásmegjelöléseként.